# 滴滴出行
滴滴出行，曾用名滴滴打车、嘀嘀打车，是一款基於分享經濟而能在手机上预约未來某一時點使用或共乘交通工具的手機應用程式，由北京小桔科技有限公司所設計开发。起初只能预约出租车，后来发展到可以预约快车、礼橙专车、順風車（后曾下架）、代駕、試駕、拼车出行等。其与多个第三方支付提供商合作，使用户可以在手机上实现打车并付款。截至2021年，滴滴出行用户达5.8亿人，是世界上最大的出行服务平台。

## 发展过程

### 初期发展
2012年9月，嘀嘀打车上线，提供出租车预约服务。
2014年5月，嘀嘀打车更名为“滴滴打车”。

### 扩张与并购
2015年2月14日，滴滴打车和快的打车合并。同年9月9日，滴滴打车更名为滴滴出行并启用新logo。
2016年5月13日，滴滴出行宣布新一轮融资进展。其中，美国苹果公司向滴滴出行投资10亿美元，成为本次融资最大单笔出资者以及滴滴出行战略投资者。
2016年8月1日，滴滴出行通過換股方式收購Uber中國的品牌、業務、資料等全部資產。Uber新公司估值將達到350億美元（約2,715億港元），交易完成後，Uber全球將持有滴滴5.89%的股權，相當於17.7%的經濟權益，Uber中國的其餘股東將獲得滴滴合計2.3%的經濟權益，Uber（全球）將成為滴滴最大的股東，滴滴將以680億估值，向Uber（全球）公司投資10億美金，若按此估算，持股比例在1.47%。

### 业务拓展
2017年5月26日，滴滴携手联合国开发计划署的“联合国无障碍出行”项目，上线“无障碍专车”服务，为残障人士、老人、病人、孕妇等特殊人群的出行提供更便捷服务，该服务需提前2小时预约，定价暂与普通商务车预约相同。
2017年12月19日滴滴出行表示，正寻求通过当地特许经营合作伙伴将其打车服务引入台湾，有可能成为该公司首次外扩，料将与美国竞争对手优步正面交锋。2018年2月，滴滴出行在台湾开展「滴滴順風車」业务，然而在2018年3月，由于順風車收費方式與計程車雷同，被中华民国交通部公路總局認定非單純共乘，認定有“白牌車違法載客營利”行為，公路總局對滴滴在台代理商樂迪科技開出9張舉發單，共開罰1億8100萬元新台币。樂迪科技于2018年4月表示，為避免造成用戶困擾，滴滴順風車已於4月13日下午六時暫停在台湾地区的服務。
2018年1月4日滴滴出行以9億美元收購巴西最大叫車平台企業「99」。同年1月9日，滴滴出行和小蓝单车联合宣布，小蓝单车将由滴滴方面托管，未来用户可在滴滴APP内免押金骑行小蓝。此次托管合作之后，滴滴将为小蓝用户额外提供一种转换押金、特权卡和充值余额的方式，用户可自主选择是否转换为等值的滴滴单车券和出行券；而小蓝单车的品牌、押金和欠款等各项事务，则继续归属于小蓝公司。
2018年1月25日，滴滴出行自有共享单车品牌“青桔单车”上线运营，但因违规投放问题，多次遭到约谈。
2018年2月，在台灣短暫推出過滴滴順風車，但因違法超收分擔油資以外金額，被視為「營利行為」因而被開罰4.3億元後於4月下架。
2018年4月23日，滴滴出行宣布进入墨西哥市场。至此，滴滴已将业务拓展至香港、台湾地区，以及日本和拉美地区。
2019年1月，傳滴滴裁員25%，2018年員工年終獎金減半。
2019年2月14日，滴滴內部一份文件顯示公司6年虧損390億（人民幣），2018年虧損109億。
2019年3月，滴滴出行APP上线租車業務“小桔租车”。
2020年7月，滴滴拼车更名“青菜拼车”发布全新独立品牌。同月，滴滴推出新品牌“花小猪打车”。9月1日，滴滴出租车业务更名為快的新出租。
2020年11月2日，滴滴正式進駐紐西蘭市場。
2020年11月16日，滴滴出行发布首款定制网约车D1。该车型由滴滴与比亚迪联合设计开发，由比亚迪生产，于2021年3月上市。初期仅面向滴滴的网约车驾驶员销售，2022年底开始面向个人销售。值得一提的是，滴滴还曾与理想汽车合作研发了与理想ONE相同平台的D1 Plus，但因后者在2019年获得了滴滴竞争对手美团的战略投资，加之理想当时的资金链紧张，故该项目被中止。

### 美股上市及中方监管动作
2021年6月10日，滴滴出行周四向美国证券交易委员会提交了最高 1 亿美元的IPO申请（占位符，预计可以筹集 100 亿美元）。 滴滴出行计划在纽约证券交易所或纳斯达克上市，股票代码为 DIDI。 6月25日，滴滴出行宣布计划于6月30日IPO上市登录纽交所，发行价13-14美元，发行2.88亿股，募资38.8亿美金，高盛(亚洲)、摩根士丹利和摩根大通是该交易的联合账簿管理人。
6月30日，滴滴出行成功登陆纽交所，股票代码“DIDI”，发行价为14美元/ADS，当日收盘14.14美元，市值681亿美元。
7月2日，国家互联网信息办公室发布网络安全审查办公室公告，“为防范国家数据安全风险，维护国家安全，保障公共利益，依据《中华人民共和国国家安全法》《中华人民共和国网络安全法》，网络安全审查办公室按照《网络安全审查办法》，对“滴滴出行”实施网络安全审查。为配合网络安全审查工作，防范风险扩大，审查期间“滴滴出行”停止新用户注册。”
7月4日，国家互联网信息办公室发布公告称滴滴出行app存在严重违法违规收集个人信息的问题，已要求各应用商店下架app软件。同时要求滴滴出行严格整改相关问题。
7月7日，国家市场监管总局对互联网领域二十二起违法实施经营者集中案作出行政处罚决定。其中，滴滴出行关联公司小桔智能在两起案件中被认定存在违法经营者集中行为（小桔智能与北汽新能源设立合营企业违法实施经营者集中案，以及小桔新能源、海南交控、南网电动、海南电网设立合营企业违法实施经营者集中案），各处罚人民币50万元。
7月9日，国家互联网信息办公室依据《中华人民共和国网络安全法》相关规定，认定“滴滴企业版”等25款App存在严重违法违规收集使用个人信息问题，通知各应用商店、各网站、各平台下架北京小桔科技有限公司出品的25款APP。各网站、各平台不得为“滴滴出行”以及“滴滴企业版”等25款APP提供访问和下载服务。
7月10日，国家互联网信息办公室公布《网络安全审查办法（修订草案征求意见稿）》，向公众征求意见。该征求意见稿拟将该《办法》增加一条，作为第六条：“掌握超过100万用户个人信息的运营者赴国外上市，必须向网络安全审查办公室申报网络安全审查。”
7月16日，国家网信办会同公安部、国家安全部、自然资源部、交通运输部、税务总局、市场监管总局等部门联合进驻滴滴出行科技有限公司，开展网络安全审查。
12月3日，滴滴出行在官方微博宣布即日起启动在纽交所退市的工作，并启动在香港上市的准备工作。12月30日，受中國當局監管影響，滴滴布公2021年第三季营收亏损了300亿元人民币。
2022年6月2日滴滴已向美国证交会正式提交退市申请表，6月10日滴滴已正式从纽交所退市。6月10日，公司股价为2.29美元，市值停留在111.16亿美元。6月13日开始在场外交易，代码“DIDIY”下进行。
2022年7月21日，中國國家互聯網信息辦公室公布，依據《網絡安全法》《數據安全法》《個人信息保護法》《行政處罰法》等法律法規，對滴滴處以80.26億元人民幣罰款。另外，對滴滴全球股份有限公司董事長兼CEO程維、總裁柳青各處人民幣100萬元罰款。料將從而結束針對該公司長達一年的網絡安全審查。

### 恢复服务
2023年1月16日，滴滴出行在新浪微博上宣布恢复新用户注册。1月17日，滴滴出行重新上架各大安卓商店并于当日更新到6.2.5版。1月19日，滴滴出行重新上架苹果 App Store

## 服务

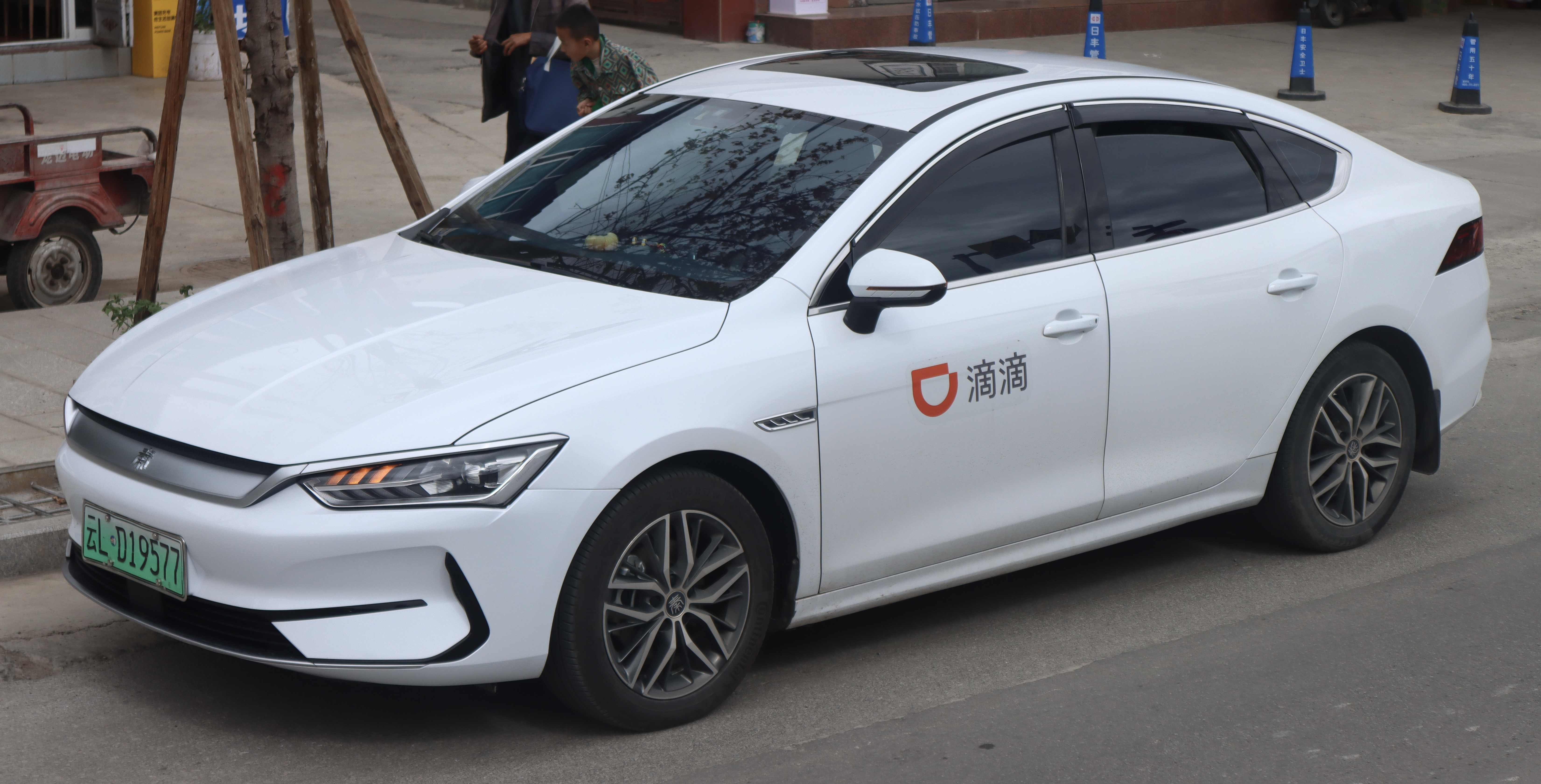
云南大理的滴滴出行专车

滴滴出租车
380个中国城市，180万司机。
礼橙专车
在400个城市快速开通运营。
滴滴外卖
仅支持部分城市
社區團購業務
青桔單車
橙心優選
无障碍专车
滴滴金融

#### 滴滴順風車
主打共享經濟，讓車主可以在上下班順路載旅客共乘，分擔油資過路費等等，滴滴不抽取乘車費用，僅公益性質酌收訊息費，相對於滴滴快車或專車則需抽20%左右佣金。由於屢次出現女性受害問題，一度停用。2019年11月有限度重新運作，其中5:00-20:00時段為女性使用時間引發性別平等爭議，後滴滴出行宣佈对所有顺风车用户使用時間均為5:00-20:00。
2020年1月6日開始，滴滴順風車將繼續在杭州、寧波、上海、金華、中山、南寧、惠州、石家莊八個城市上線試營運。

### 自动驾驶
滴滴于2016年开始自动驾驶研发，在中美均设有研发测试团队，并已在上海、北京、苏州、美国加州等地获得自动驾驶道路测试牌照。
2018年9月，滴滴取得北京自动驾驶T3等级测试牌照。
2020年5月21日下午，针对媒体报道滴滴在京成立自动驾驶公司一事，滴滴向北京日报客户端记者回应称，确实注册了公司，将进一步在北京开展自动驾驶测试。天眼查数据显示，近日，北京沃芽科技有限公司成立，公司注册资本1000万元人民币，法定代表人为滴滴自动驾驶公司CTO韦峻青，公司经营范围包括技术开发、汽车租赁、销售日用品等。该公司由上海滴滴沃芽科技有限公司全资控股，后者最大股东为程维，持股90%，第二大股东为滴滴自动驾驶CEO张博，持股10%。

## 主要股東
滴滴采用可变权益实体架构，即境外公司控制境内实体。在股权方面实行投票权和收益权的分离，以便滴滴管理层加强对企业的控制。
| 股东名                      | 经济权益占比 | 持股比例 |
| --------------------------- | ------------ | -------- |
| 優步                        | 17.7%        | 12.8%    |
| 滴滴管理层                  |              | 8.4%     |
| 腾讯                        |              | 6.8%     |
| 阿里巴巴集团                |              | 10%      |
| 中信產業投資基金            |              | 4.8%     |
| 數字天空技術投資集團（DST） |              | 4%       |
| Tiger Global                |              | 4%       |
| Coatue Management           |              | 4%       |
| 軟銀集團                    |              | 21.5%    |
| 金沙江創業投資基金（GSR）   |              | 3.44%    |
| 百度                        |              |          |
| 苹果                        |              |          |

## 争议

### 法規爭議
1. 与Uber一样，滴滴快车与专车业务也涉嫌非法营运车辆。2015年10月8日，滴滴在上海取得网络预约出租汽车经营许可证，该牌照只包括滴滴专车业务，不包含快车和顺风车等。且要求专车价格需高于普通出租车。[54]2016年7月28日，中华人民共和国交通运输部联合公安部等七部门公布《关于深化改革推进出租汽车行业健康发展的指导意见》和《网络预约出租汽车经营服务管理暂行办法》，明确私家车在符合条件的情况下，可转化为网约车运营，但需要将车辆登记为“预约出租客运”。然而滴滴依然存在不合规（即未取得许可证）运营载客的行为，平台仍然会为不合规的司机发单。而对于新注册的司机而言，即使司机和车辆无运营资格证，也可以通过审核注册[55]，因此遭到了相关部门的调查和约谈。
2. 滴滴出行logo涉嫌抄袭印度设计师的牙医标志，滴滴方面表示属于意外。[7][56]
3. 此外，滴滴出行亦被指涉嫌垄断。在2015年年初滴滴、快的宣布合并后，易到用车公开宣布向中华人民共和国商务部反垄断局、国家发改委举报滴滴和快的的合并行为，未按要求向有关部门申报、严重违反《中华人民共和国反垄断法》，请求立案调查并禁止两家公司合并。不过滴滴快的方面当时回应，由于两边企业均未达到有关经营者集中的申报门槛，因此不需要进行经营者集中申报。而滴滴和优步中国合并后，是否会触及垄断，目前还不确定[57]。
4. 滴滴出行旗下共享单车“青桔单车”上线后，因违规投放，多次遭到执法部门的约谈。[17][16][15]

### 軟體問題
新浪網消息称部分滴滴车主有使用外挂软件的行为，这些外挂能让正常车费翻倍以及帮助司机作弊抢单，滴滴表示已上线反作弊系统，并会对违规司机予以处罚。

2015年至2023年期間，滴滴幾乎年年都出現崩潰情況。

### 運作監管失當及應對

#### 乘客方
2018年央視專題表示整理過去三年見報的新聞滴滴就有50起性騷擾、搶劫、強姦新聞，包含轰动中国的兩起命案。顺风车部門总经理黄洁莉有意將顺风车服務往相親艳遇的方向發展；包含在节假日推出一些活動，平日也使用开屏广告，例如「我們相遇的浪漫故事」「濕了、硬了」「第一次見面就免單，我早晚也是你的」等暗示司机接异性乘客会有更多互動。黄洁莉曾表示要把搭車打造成「性感場景」。乐清案後黄洁莉被公司開除。
順風車司機在接單前在軟體上可看到其他司機對乘客的評價。司機可以給出例如「聲音很甜美」「顏值爆表」甚至一些露骨留言，例如「美女下車時絲襪容易走光看得想入非非」「她有男朋友了」等。除了評價，順風車主頁面還設置「免單」功能，如果兩人聊得非常合拍，車主可以不收錢。根據滴滴大數據分析，男車主願意給女乘客免單的比例達67%，是男乘客的2倍。
2017年5月14日，重庆女子甘某准备从重庆永川区前往巴南区，坐上了周某的滴滴顺风车。途中，因周某迟到及对行驶路线不熟悉等，周某与甘某引发口角纠纷。周某停车与甘某发生抓扯，甘某抓住周某的下身，周某遂使用车内放置的红布和风筝线对甘某的颈部通过缠绕的方式进行紧勒，并使用麻绳对甘某的手脚进行捆绑。其间，周某将一红酒开瓶器的圆柱状部分插入甘某阴道内。后周某搭载甘某继续行驶，并于当晚驾车途经重庆璧山区来凤街道王家湾璧津三百梯公路路段时，将甘某抛弃至公路边涵洞下。甘某最终因机械性窒息死亡。同月18日，公安人员将周某抓获。同年12月21日，周某亲属与被害人亲属达成赔偿协议，被害人亲属对周某表示谅解。最终周某被重庆市第五中级人民法院以故意杀人罪，强制猥亵罪，判处死刑，缓期二年执行，剥夺政治权利。
2018年5月5日晚，一名21岁空姐在郑州机场乘坐滴滴公司顺风车时失联。5月8日警方找到失联者时发现下身赤裸并有多处刀伤，现场遗留凶器。滴滴公司为此事道歉并悬赏司机。后经证实，嫌疑人投河自杀身亡。事发后，滴滴公司表示，决定自5月12日零时起，对顺风车业务进行停业自查整改一周。5月16日，滴滴公布顺风车服务阶段性整改措施，包括下线评论功能、车主接单前人脸识别、暂停接受22点至6点期间出发订单等。此事之后，交通部門公佈新修訂《计程车服務品質信譽考核辦法》，內容包括設立網約車司機信譽檔案、服務品質考核和公開運營服務信息等等。6月15日起，滴滴出行恢復22:00-00:00和05:00-06:00時段順風車服務，但規定車主和乘客須為同一性別，方能成行。但因中國開車司機多為男性，導致市場反映女司機沒增加前女用戶晚間根本叫不到車。
2018年8月24日14时许，一名20岁女孩在浙江乐清乘坐滴滴公司顺风车时失联。25日凌晨4时许，警方抓获犯罪嫌疑人钟某，滴滴司机钟某交代了对赵某实施强奸并将其杀害的犯罪事实，受害人尸体被找到。由于案发前一天已有乘客投诉该司机欲图谋不轨，但滴滴并未及时处置，以及滴滴公司在赵某被害事件中处理不及时、贻误救援时机，甚至消极配合警方调查，事件引发社会舆论关注和谴责。25日14时许，滴滴公司就此发文道歉。25日下午，浙江省道路运输管理局要求滴滴平台立即整改，整改期间暂停其在浙江区域的顺风车业务。26日11时，滴滴公司发文称已免去包括顺风车部門女总经理黄洁莉在内的两位高管职务，并将于2018年8月27日0点下线顺风车业务。27日，重庆、广州、深圳、东莞、武汉、贵阳、海口等城市的交通运输、公安等监管部门对滴滴在当地设立的分公司进行了约谈，此前北京、天津、南京也被约谈。其中广东省、深圳市相关部门在约谈中指出若滴滴公司仍拒不整改或整改不到位，将采取包括但不限于对平台的联合惩戒、撤销经营许可证、应用程序下架、停止互联网服务、停止联网或停机整顿等措施。
三个月内两女生连续因乘坐滴滴顺风车遇害，引起了民众的愤怒，纷纷在社交媒体狠批，不少艺人也站出来声援受害女生，同时也在微博发文谴责滴滴。
8月28日，滴滴董事长程维、总裁柳青发表致歉信，表示将重新评估顺风车业务，在安全保护措施没有获得用户认可之前无限期下线。9月4日，滴滴出行宣布全面启动安全大整治，并于9月8日至15日期间，在中国大陆地区暂停提供23:00-5:00时间段的服务，包括出租车、快车、优步、优享、拼车、专车、豪华车；单车、代驾、公交、海外自驾租车及二手车服务照常。9月5日，由交通运输部等10部门组成的网约车、顺风车平台公司安全专项检查组进驻滴滴公司检查。滴滴董事长程维在检查行动中表示“滴滴运营如此大规模的移动出行业务，缺乏经验和参照，没有足够的敬畏之心、警惕之心，丧失了安全红线和底线的意识，社交出行的引入也偏离了绿色共享出行的初心”。9月8日起，滴滴出行在快车、优享、专车等网约车业务中试运营全程录音功能，用户需点击授权即可开启，未授权则无法使用。这一功能推出后，网友对其评价不一。9月10日，交通部、公安部发布进一步加强网约车顺风车安全管理的紧急通知，其中要求关闭顺风车平台社交功能，屏蔽乘客信息，防止泄露个人隐私。9月13日起，滴滴启动安全培训计划，司机每日出车前需要通过安全知识考核后方可接单。但媒体报道有司机指出考核题目过于简单，戏称“两岁小孩都能过”。
然而，在滴滴宣布暂停夜间服务之后，一些城市出现黑车泛滥的情况。另据央视报道，滴滴在四天前向用户宣布暂停夜间服务的做法，涉嫌违反《网络预约出租汽车经营服务管理暂行办法》第十一条“网约车平台公司暂停或者终止运营的应该提前30日项服务所在地出租汽车行政主管部门书面报告，说明有关情况，通告提供服务的车辆所有人和驾驶员，并向社会公告”的规定。
9月14日，滴滴出行发布《滴滴安全大整治阶段汇报暨恢复深夜服务公告》。根据公告，滴滴出行将于9月15日起恢复深夜（23:00-5:00）出行服务，同时将试行深夜运营规则。根据规则，试运行期间，快车及专车司机在深夜运行期间需满足注册时间超过半年、安全服务超过1000单等条件才能接单。另外在9月13日，滴滴出行启动司机安全培训计划，司机需培训后参加安全知识考试通过方可出车接单。
9月30日，滴滴出行宣布积极筹备建立安全监督顾问委员会，计划每年召开不少于5次会议。
10月10日，滴滴出行宣布将在10月18日更新的乘客端和司机端试行“黑名单”功能，届时乘客和司机可在取消订单、投诉、评价页面选择将对方加入黑名单，加入后的12个月内平台不再为双方匹配订单。
12月18日，滴滴发布消息，称将从7个方面27项措施全面落实整改。滴滴还称，在未完成隐患整改前将继续无限期下线顺风车业务。
2019年4月15日滴滴顺风车事业部负责人张瑞在官方微博上发文公布5点整改方向，但暂无具体上线时间表。按北京私人小客车合乘出行指导意见一般要求合乘服务每车每日不超过两次，《合肥市人民政府办公厅关于合肥市私人小客车合乘出行的指导意见（暂行）》则为全天提供最高4次合乘出行。
2019年11月6日，滴滴出行宣布自11月20日起，在哈尔滨、太原、石家庄、常州、沈阳、北京、南通重新上线顺风车服务，试运营期间会提供5:00-23:00（女性5:00-20:00）、市内中短途（50公里以内）的顺风车平台服务。在司机准入门槛方面，滴滴还引入失信人筛查，同时将“信任值”变更为“行为分”。而这一运营时间也引发争议，滴滴也表示向用户提供平等的服务是平台应当遵守的原则。其后，滴滴又将所有顺风车用户提供服务的时间调整为5:00-20:00。
2021年3月14日凌晨2点左右，福建省福州市長樂區滴滴网约车司机高某与乘客张某发生争执，高某驾车将张某撞死。

#### 駕駛者方
2017年6月25日，温州永嘉县47岁林某，遭安徽两相约自杀的乘客杀害，两被告人被判处死刑。
2017年12月23日，佛山阳江市31岁的敖某健被22岁的云南人李琴兵抢劫杀害，判处李琴兵死刑。
2018年11月26日，贵阳43岁司机被23岁犯罪嫌疑人抢劫后杀害，涉案金额2100元，“滴滴方面表示感到十分震惊和悲痛”。
2019年3月24日凌晨，滴滴专职陈司机遭湖南应用技术学院信息工程学院大一学生19岁的杨某淇连捅数刀身亡，杨某淇自首后供述当晚因精神崩溃无故将司机陈某杀害。滴滴创始人兼董事长程维发布微信朋友圈称“已经委派柳青代表我和公司全体同事，去常德看望陈师傅的家人”，2019年3月25日深夜滴滴总裁柳青前往常德探望遇害者陈师傅家属，柳青说“非常难过，公司最核心的团队都来了，代表公司14000人，想表达的是，在这个时候跟家属在一起。”滴滴承诺这件刑事案件按照之前公告法律规定人身伤害赔偿标准的三倍进行赔偿，滴滴总裁柳青于3月26日凌晨1:39在微博发文称“这让我想到去年的时候的那种心情，那时的不知所措，那时的不知如何面对，甚至那时的懦弱和恐惧。每每想起来，我们自己没有第一时间去探望家属，都是懊悔不已。只能刻骨铭心。”司机家属称已与滴滴方面协商好后续补偿事宜，嫌犯被诊断患抑郁症有限定刑事责任能力陈司机家属要求找第三方权威机构重新鉴定。
滴滴在部分城市车内试行车载录像加密，广州、成都、长沙、深圳、郑州、合肥、东莞、泉州、重庆、宁波、温州、烟台、惠州、无锡、杭州、青岛等城市的乘客可开启，以此保障司机安全，此前两起顺风车案件滴滴增加订单录音功能。

#### 平台方
2021年7月2日，国家网信办网络安全审查办公室发布消息称，网络安全审查办公室按照《网络安全审查办法》，对滴滴出行实施网络安全审查，审查期间滴滴出行停止新用户注册。
2021年7月4日，国家网信办发布通报称，滴滴出行存在严重违法违规收集使用个人信息问题，要求各大应用商店下架滴滴出行App。
2021年7月9日，国家互联网信息办公室依据《中华人民共和国网络安全法》相关规定，通知各大应用商店下架“滴滴企业版”等25款App。
2021年7月16日，国家网信办会同公安部、国家安全部、自然资源部、交通运输部、税务总局、市场监管总局等部门联合进驻滴滴出行科技有限公司，开展网络安全审查。

## 科技
2015年5月，滴滴建立了机器学习研究院（翌年更名为滴滴研究院），开展机器学习与计算机视觉等领域的研究。滴滴希望利用这些技术来优化调度系统，为每位用户规划出更合理的出行路线。截至2016年，研究院已招募数百名科研人员。
2017年3月， 滴滴在美国加州山景城建立了滴滴美国研究院，主要针对大数据安全和智能驾驶两大领域。

## 员工
截至2016年，滴滴聘用了约5,000名员工，员工平均年龄26岁。
2019年3月滴滴公司共有14,000名员工。2022年滴滴公司共有24,000名员工。